# クリスティーナ・ペラーコヴァー
クリスティーナ・ペラーコヴァー（スロバキア語:Kristína Peláková、1987年8月20日 - ）、あるいはクリスティーナは、スロバキアの歌手である。

## 来歴
東部スロバキアのプレショフ県スヴィドニーク市生まれ。幼少の頃より歌唱や舞踊を始める。音楽教師に勧められてコシツェの音楽学校に通い、歌唱を専攻する。この間、1996年結成の地元のユーロダンスユニット「エクスタシー」（Extasy）元メンバー、マルティン・カヴリチ（Martin Kavulič）に出会い、カヴリチの助けでブラチスラヴァのレコード会社ホーム・プロダクション（H.o.M.E. Production）と契約した。
2007年にブラチスラヴァのヒップホップグループ"A.M.O"のラッパー、オパク（OPAK）をフィーチャーした初のシングル"Som tvoja"（ソム・トヴォヤ : 私はあなたの）を発表。2008年発表の"Vráť mi tie hviezdy"（ヴラーチ・ミ・ティエ・フヴィエズディ : 私に星を下さい）はヒットし、同年にデビューアルバム"....ešte váham"（エシテ・ヴァーハム : ためらわないで）も発売された。
2010年にはユーロビジョン・ソング・コンテスト2010のスロバキア代表国内選考でカヴリチ作詞作曲の"Horehronie"（ホレフロニエ : 上フロン川）を歌い、視聴者投票1位、審査員投票2位の総合優勝を果たしてスロバキア代表の座を射止めた。楽曲はスロバキアのラジオ・チャートで首位となった。

## ディスコグラフィー

### アルバム
- ....ešte váham（2008年）
- V sieti ťa mám (2010)
- Na slnečnej strane sveta (2012)
- Tie Naj (2014)
- Mať Srdce (2017)
- Snívanky (2020)

### シングル
| 年   | シングル              | チャート順位 | チャート順位 | アルバム       |
| 年   | シングル              | [ 5 ]        | [ 4 ]        | アルバム       |
| ---- | --------------------- | ------------ | ------------ | -------------- |
| 2008 | "Vráť mi tie hviezdy" | —            | 6            | ....ešte váham |
| 2008 | "Ešte váham"          | —            | 6            | ....ešte váham |
| 2009 | "Stonka"              | 31           | 4            | TBA            |
| 2010 | "Horehronie"          | —            | 1            | TBA            |